# Panagiotis Kontaxakis

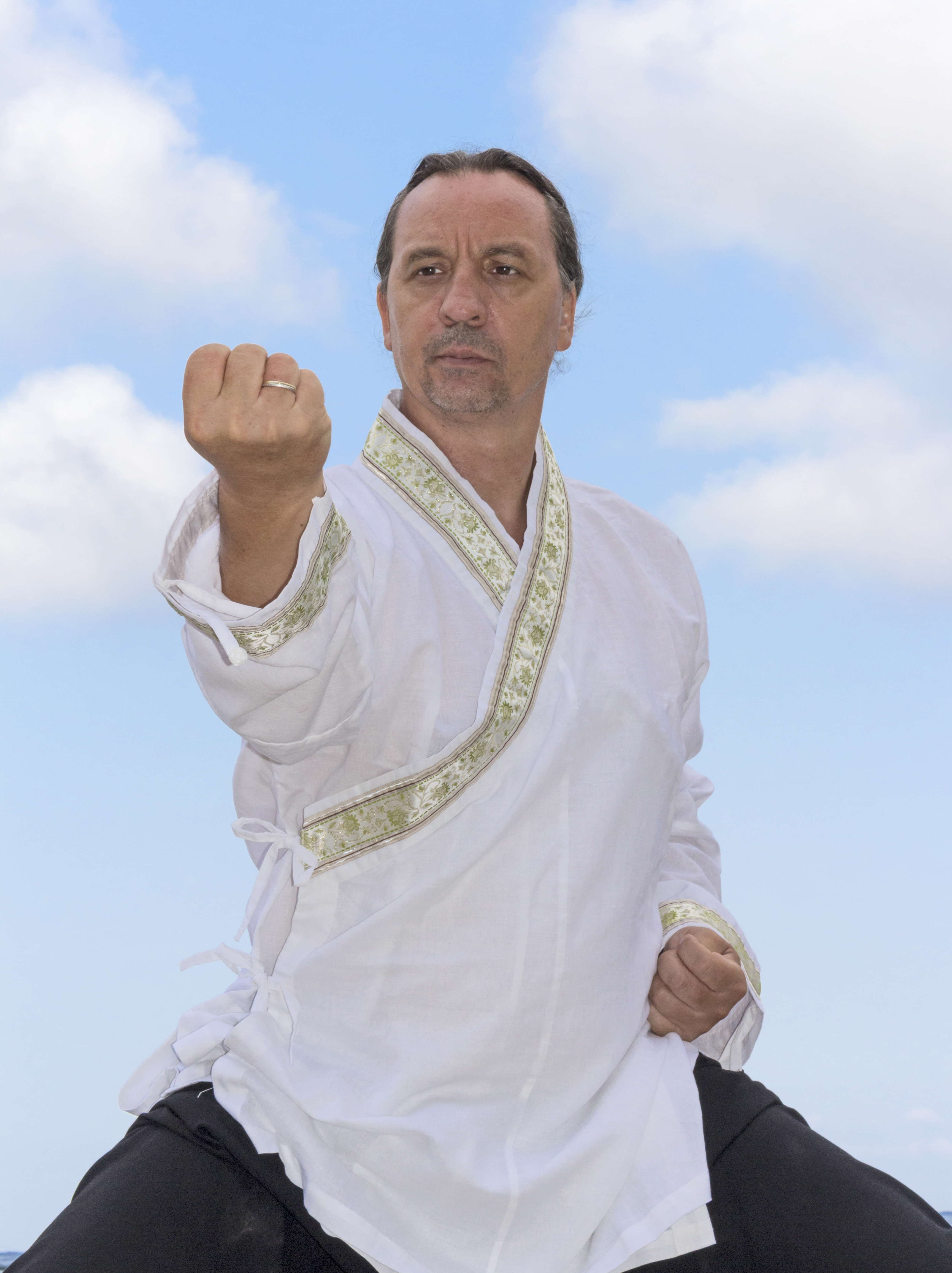
Panagiotis Kontaxakis em Amorgos, 2015. A posição é a partir do 7º exercício do Baduanjin (cerrar os punhos e o brilho ferozmente).

Panagiotis Kontaxakis (em grego:  Παναγιώτης Κονταξάκης; nascido a 16 de agosto de 1964, em Melbourne, Austrália) é um mestre de qigong e tai chi  e um ex saltador em altura.

## Carreira como saltador em altura
Ele terminou em oitavo lugar no Campeonato Europeu de Atletismo em Pista Coberta de 1989.
A sua melhor salto foi de 2.28 metros, alcançada em julho de 1988, em Ancara e foi repetido em Maio de 1989, em Budapeste. Assim, ele realizou o grego recorde nacional, até 1992, quando foi igualada por Kosmas Michalopoulos e superado por Labros Papakostas.